# Liste von Science-Fiction-Filmen
Diese Liste von Science-Fiction-Filmen gibt einen Überblick über die Geschichte des Genres. Die Filme werden chronologisch aufgeführt. Diese Abfolge wird in Entwicklungssträngen und Epochen zusammengefasst.
Eine thematische Aufarbeitung findet sich in den Artikeln Science-Fiction-Film und Science-Fiction. Letzterer beschäftigt sich mit Film und Literatur und historischen und thematischen Schwerpunkten.

## Thematische Ansätze

### Schaubild nach Hahn/Jansen
Eine allgemein gültige Definition für den Science-Fiction-Film existiert nicht, da das Genre in den letzten Jahrzehnten eine Bandbreite an Themen und Subgenres in sich aufgenommen hat, dass selbst Experten wie Norman Spinrad sich zu Aussagen wie “Science fiction is anything published as science fiction.” hinreißen lassen. So stellt auch das nachfolgende Schaubild von Ronald M. Hahn und Volker Jansen nur eine Definitionsmöglichkeit dar.
| Thema                     | Beschreibung | Abstufung | Art der Bedrohung, Objekt bzw. Umstände | Beispiele |
| ------------------------- | --- | --- | --- | --- |
| 1. Negative Invasionen    | Die Bedrohung der Menschheit durch außerirdische Besucher. Monströse Eindringlinge gefährden die irdische Ordnung und richten grausame Verwüstungen an.                         | Schreckenerregende Monster | | Kampf der Welten Independence Day Krieg der Welten Mars Attacks! Signs – Zeichen |
| 1. Negative Invasionen    | Die Bedrohung der Menschheit durch außerirdische Besucher. Monströse Eindringlinge gefährden die irdische Ordnung und richten grausame Verwüstungen an.                         | Heimtückische biologische und mineralogische Wesen | | Blumen des Schreckens Blob – Schrecken ohne Namen Andromeda – Tödlicher Staub aus dem All Phantoms Evolution |
| 1. Negative Invasionen    | Die Bedrohung der Menschheit durch außerirdische Besucher. Monströse Eindringlinge gefährden die irdische Ordnung und richten grausame Verwüstungen an.                         | Parasitäre böse Intelligenzen (in Menschengestalt) | | Die Dämonischen Die Körperfresser kommen Das Ding aus einer anderen Welt The Faculty Dreamcatcher Moon 44 Sputnik – Es wächst in dir                                                                                |
| 2. Katastrophen           | Die Bedrohung der Menschheit durch Unglücksfälle; SF-Katastrophen unterscheiden sich von den herkömmlichen im Wesentlichen durch das Ausmaß oder die Ursache.                   | Revolte der Natur | Erde Wasser Feuer Luft Pflanzen Tiere | Erdbeben Die letzte Flut The Day After Tomorrow 2012 Armageddon – Das jüngste Gericht Deep Impact Panik in der Sierra Nova The Happening Die Vögel Phase IV                                                         |
| 2. Katastrophen           | Die Bedrohung der Menschheit durch Unglücksfälle; SF-Katastrophen unterscheiden sich von den herkömmlichen im Wesentlichen durch das Ausmaß oder die Ursache.                   | Revolte der Technik | Umweltverschmutzung durch Abfälle oder Radioaktivität (führt in der Regel zur Naturkatastrophe) | Im Zeichen des Kreuzes Die Wolke |
| 2. Katastrophen           | Die Bedrohung der Menschheit durch Unglücksfälle; SF-Katastrophen unterscheiden sich von den herkömmlichen im Wesentlichen durch das Ausmaß oder die Ursache.                   | Revolte der Technik | Revolte mutierter Wesen (als Folge von Radioaktivität durch Atomversuche) | Formicula Tarantula Godzilla |
| 2. Katastrophen           | Die Bedrohung der Menschheit durch Unglücksfälle; SF-Katastrophen unterscheiden sich von den herkömmlichen im Wesentlichen durch das Ausmaß oder die Ursache.                   | Revolte der Technik | Die Bombe (versehentliche Zündung) | Angriffsziel Moskau Dr. Seltsam oder: Wie ich lernte, die Bombe zu lieben Zwischenfall im Atlantik |
| 2. Katastrophen           | Die Bedrohung der Menschheit durch Unglücksfälle; SF-Katastrophen unterscheiden sich von den herkömmlichen im Wesentlichen durch das Ausmaß oder die Ursache.                   | Revolte der Technik | Die Bombe – danach (Einzelschicksale Überlebender in einer atomar verseuchten Welt) | The Day After – Der Tag danach Das letzte Testament Wenn der Wind weht Das letzte Ufer |
| 3. (Welt-)Herrschaft      | Die Bedrohung der Menschheit durch Machthaber und Mächte. | | | Was kommen wird (Chief Boss) Sieben Tage im Mai Der Manchurian Kandidat |
| 4. Negative Technologie   | Die Bedrohung der Menschheit durch die technische Entwicklung, aber auch Fortschritt durch die technische Entwicklung.                                                          | Der Mad Scientist: Das naturwissenschaftliche Genie, dessen Fähigkeiten zu groß sind, als dass sie noch jemand kontrollieren könnte, verfolgt in seinen Untaten eine Utopie, und sei sie noch so unhaltbar, will aber der Menschheit grundsätzlich einen Dienst erweisen. Der Mad Scientist experimentiert an: | an sich selbst | Dr. Jekyll und Mr. Hyde Der Unsichtbare Der Mann mit den Röntgenaugen Projekt Brainstorm |
| 4. Negative Technologie   | Die Bedrohung der Menschheit durch die technische Entwicklung, aber auch Fortschritt durch die technische Entwicklung.                                                          | Der Mad Scientist: Das naturwissenschaftliche Genie, dessen Fähigkeiten zu groß sind, als dass sie noch jemand kontrollieren könnte, verfolgt in seinen Untaten eine Utopie, und sei sie noch so unhaltbar, will aber der Menschheit grundsätzlich einen Dienst erweisen. Der Mad Scientist experimentiert an: | an Leichen | Frankenstein Frankensteins Braut |
| 4. Negative Technologie   | Die Bedrohung der Menschheit durch die technische Entwicklung, aber auch Fortschritt durch die technische Entwicklung.                                                          | Der Mad Scientist: Das naturwissenschaftliche Genie, dessen Fähigkeiten zu groß sind, als dass sie noch jemand kontrollieren könnte, verfolgt in seinen Untaten eine Utopie, und sei sie noch so unhaltbar, will aber der Menschheit grundsätzlich einen Dienst erweisen. Der Mad Scientist experimentiert an: | an Menschen | Charly Der Rasenmähermann Lucy |
| 4. Negative Technologie   | Die Bedrohung der Menschheit durch die technische Entwicklung, aber auch Fortschritt durch die technische Entwicklung.                                                          | Der Mad Scientist: Das naturwissenschaftliche Genie, dessen Fähigkeiten zu groß sind, als dass sie noch jemand kontrollieren könnte, verfolgt in seinen Untaten eine Utopie, und sei sie noch so unhaltbar, will aber der Menschheit grundsätzlich einen Dienst erweisen. Der Mad Scientist experimentiert an: | an Tieren | DNA – Die Insel des Dr. Moreau Planet der Affen: Prevolution |
| 4. Negative Technologie   | Die Bedrohung der Menschheit durch die technische Entwicklung, aber auch Fortschritt durch die technische Entwicklung.                                                          | Seine Experimente schlagen fehl, so dass es zu ungeahnten Folgen kommt: | Wiedergutmachung durch Selbstopfer | Die Fliege Spider-Man 2 |
| 4. Negative Technologie   | Die Bedrohung der Menschheit durch die technische Entwicklung, aber auch Fortschritt durch die technische Entwicklung.                                                          | Seine Experimente schlagen fehl, so dass es zu ungeahnten Folgen kommt: | Eingriff in komplexe Systeme (z. B. durch Gentechnik) | Jurassic Park Splice – Das Genexperiment |
| 4. Negative Technologie   | Die Bedrohung der Menschheit durch die technische Entwicklung, aber auch Fortschritt durch die technische Entwicklung.                                                          | Seine Experimente schlagen fehl, so dass es zu ungeahnten Folgen kommt: | Lebende Tote (aufgrund wissenschaftlicher Experimente) | The Last Man on Earth Resident Evil 28 Days Later |
| 4. Negative Technologie   | Die Bedrohung der Menschheit durch die technische Entwicklung, aber auch Fortschritt durch die technische Entwicklung.                                                          | Roboter / Androiden / Cyborgs | Roboter: Die denkende Maschine, die dem Menschen nicht unbedingt ähneln muss | Metropolis Star Wars (R2D2/C3P-O) Per Anhalter durch die Galaxis (Marvin) I, Robot WALL·E – Der Letzte räumt die Erde auf Ex Machina                                                                                |
| 4. Negative Technologie   | Die Bedrohung der Menschheit durch die technische Entwicklung, aber auch Fortschritt durch die technische Entwicklung.                                                          | Roboter / Androiden / Cyborgs | Androiden: Künstliche Menschen, die überwiegend aus biologischen und/oder elektronischen/mechanischen Teilen bestehen                                                                                          | Der Android Die Frauen von Stepford Westworld Futureworld – Das Land von Übermorgen Alien (Ash/Bishop/Call/David) Blade Runner A.I. – Künstliche Intelligenz Raumschiff Enterprise – Das nächste Jahrhundert (Data) |
| 4. Negative Technologie   | Die Bedrohung der Menschheit durch die technische Entwicklung, aber auch Fortschritt durch die technische Entwicklung.                                                          | Roboter / Androiden / Cyborgs | Cyborgs: Kurzform für kybernetischer Organismus. Ein Hybride aus Mensch und Maschine. Menschen mit mechanischen/elektronischen Ersatzteilen, die ihren biologischen Körper bis auf das Gehirn ersetzen können. | RoboCop Star Trek: Der erste Kontakt (Borg) Star Wars (Darth Vader) Ghost in the Shell |
| 4. Negative Technologie   | Die Bedrohung der Menschheit durch die technische Entwicklung, aber auch Fortschritt durch die technische Entwicklung.                                                          | Maschinen / Computer / Waffen: Zur SF gehört die Welt technischer Abenteuer und Visionen. Thema kann daher nicht das gegenwärtig Machbare, sondern nur das zukünftig Machbare sein. | Maschinen | 20.000 Meilen unter dem Meer Alarm im Weltall |
| 4. Negative Technologie   | Die Bedrohung der Menschheit durch die technische Entwicklung, aber auch Fortschritt durch die technische Entwicklung.                                                          | Maschinen / Computer / Waffen: Zur SF gehört die Welt technischer Abenteuer und Visionen. Thema kann daher nicht das gegenwärtig Machbare, sondern nur das zukünftig Machbare sein. | Computer | Colossus Tron Virtuosity Her |
| 4. Negative Technologie   | Die Bedrohung der Menschheit durch die technische Entwicklung, aber auch Fortschritt durch die technische Entwicklung.                                                          | Maschinen / Computer / Waffen: Zur SF gehört die Welt technischer Abenteuer und Visionen. Thema kann daher nicht das gegenwärtig Machbare, sondern nur das zukünftig Machbare sein. | Waffen | Pacific Rim Ender’s Game – Das große Spiel |
| 4. Negative Technologie   | Die Bedrohung der Menschheit durch die technische Entwicklung, aber auch Fortschritt durch die technische Entwicklung.                                                          | Totale Technisierung: Die mechanisierte Zukunftswelt schlechthin, die oder deren Bestandteile Amok laufen können, so dass es zur Katastrophe kommt, die aber auch zum Trauma der Menschheit werden kann. Die totale Technisierung wirkt sich aus:                                                              | im Arbeitsleben | Metropolis Moderne Zeiten Brazil |
| 4. Negative Technologie   | Die Bedrohung der Menschheit durch die technische Entwicklung, aber auch Fortschritt durch die technische Entwicklung.                                                          | Totale Technisierung: Die mechanisierte Zukunftswelt schlechthin, die oder deren Bestandteile Amok laufen können, so dass es zur Katastrophe kommt, die aber auch zum Trauma der Menschheit werden kann. Die totale Technisierung wirkt sich aus:                                                              | in der Freizeit | Zardoz Flucht ins 23. Jahrhundert |
| 5. Anti-Utopie (Dystopie) | Als Ausdruck realer Zukunftsängste schildern Anti-Utopien negative (Zukunfts-)Welten.                                                                                           | Post-Doomsday: Die Darstellung der nach einem Atomkrieg (oder einer anderen globalen Katastrophe) meist auf eine archaische Stufe zurückgefallenen Menschheit | | … Jahr 2022 … die überleben wollen Mad Max Waterworld Children of Men Idiocracy |
| 5. Anti-Utopie (Dystopie) | Als Ausdruck realer Zukunftsängste schildern Anti-Utopien negative (Zukunfts-)Welten.                                                                                           | Alternative Realität: Eine Welt, in der der Lauf der Geschichte irgendwann von dem uns Bekannten abgewichen ist. | | Vaterland Zurück in die Zukunft II Sky Captain and the World of Tomorrow Watchmen – Die Wächter |
| 5. Anti-Utopie (Dystopie) | Als Ausdruck realer Zukunftsängste schildern Anti-Utopien negative (Zukunfts-)Welten.                                                                                           | Diktatur der totalen Technologie: Der Mensch als Sklave einer Technologie, die sich verselbständigt hat | | Terminator Matrix |
| 5. Anti-Utopie (Dystopie) | Als Ausdruck realer Zukunftsängste schildern Anti-Utopien negative (Zukunfts-)Welten.                                                                                           | Aggression und Unterhaltung: Die Pervertierung von Freizeitgestaltung durch Industrie und/oder Staat | | Das Millionenspiel Rollerball Die Truman Show Die Tribute von Panem – The Hunger Games |
| 5. Anti-Utopie (Dystopie) | Als Ausdruck realer Zukunftsängste schildern Anti-Utopien negative (Zukunfts-)Welten.                                                                                           | Vernichtung des kulturellen Erbes: Gesellschaftlicher Verfall durch Unterdrückung der Gedankenfreiheit | | Fahrenheit 451 Uhrwerk Orange 1984 Equilibrium |
| 5. Anti-Utopie (Dystopie) | Als Ausdruck realer Zukunftsängste schildern Anti-Utopien negative (Zukunfts-)Welten.                                                                                           | Die Zerstörung der Individualität | | Der Mann, der zweimal lebte THX 1138 A Scanner Darkly – Der dunkle Schirm |
| 6. Positive Technologie   | Die Erfüllung von wissenschaftlichen Träumen. | Space Opera: Das Universum als Tummelplatz aufrechter Helden | | Flash Gordon Krieg der Sterne Star Trek: Der Film Dune – Der Wüstenplanet Jupiter Ascending |
| 6. Positive Technologie   | Die Erfüllung von wissenschaftlichen Träumen. | Fantastische Reisen: Die Erforschung anderer Welten | Entdeckungen | Die unglaubliche Geschichte des Mister C. Die Reise zum Mittelpunkt der Erde Die phantastische Reise Tron |
| 6. Positive Technologie   | Die Erfüllung von wissenschaftlichen Träumen. | Fantastische Reisen: Die Erforschung anderer Welten | Raumfahrt | 2001: Odyssee im Weltraum Explorers – Ein phantastisches Abenteuer Avatar – Aufbruch nach Pandora Interstellar |
| 6. Positive Technologie   | Die Erfüllung von wissenschaftlichen Träumen. | Fantastische Reisen: Die Erforschung anderer Welten | Zeitreisen / Zeitschleifen | Die Zeitmaschine Time Bandits Zurück in die Zukunft Butterfly Effect Source Code Looper Edge of Tomorrow Donnie Darko                                                                                               |
| 6. Positive Technologie   | Die Erfüllung von wissenschaftlichen Träumen. | Fantastische Reisen: Die Erforschung anderer Welten | Das Unterbewusstsein | The Cell Inception |
| 7. Semi-Utopie            | Die Grenzen zwischen Wirklichkeit und Fiktion verwischen sich. | | | Vernetzt – Johnny Mnemonic Naked Lunch eXistenZ Cypher |
| 8. Der Übermensch         | Der Retter der Menschheit (ist meistens Amerikaner) | | | Superman Spider-Man Hellboy Die Maske Hancock |
| 8. Der Übermensch         | Der Retter des Systems (ist grundsätzlich Superagent) | | | Barbarella James Bond 007 – Moonraker – Streng geheim Das Bourne Ultimatum |
| 9. Utopie                 | Utopien schildern positive (Zukunfts-)Welten, in denen Friede und Eintracht herrschen.                                                                                          | | | Was kommen wird In den Fesseln von Shangri-La Star Trek (Vereinte Föderation der Planeten) Tomorrowland |
| 10. Positive Invasionen   | Der fremde, außerirdische Besucher mit guter Gesinnung, als Freund der Menschheit und Retter der Erde oder selber Hilfe suchend. Die Hoffnung auf Verständigung mit den Aliens. | | | Der Tag, an dem die Erde stillstand Metaluna IV antwortet nicht Unheimliche Begegnung der dritten Art E.T. – Der Außerirdische Der Flug des Navigators K-PAX – Alles ist möglich Contact Arrival                    |

### Definition nach Koebner
Thomas Koebner verfolgt in seinem Werk Filmgenres Science Fiction einen stärker gebündelten Ansatz als Hahn/Jansen:
1. Vorstellungen einer von geschichtlicher Herrschaft abweichenden oder sich zuspitzenden Modell-Gesellschaft, die seit der Renaissance als Utopien entworfen wurden und spätestens seit hundert Jahren als Schreckprophetien von allumfassender Diktatur oder steinzeitlicher Anarchie den Ausblick verdüstern.
2. Die Begegnung mit außerirdischem Leben, das aus dem Weltraum zu uns dringt, feindlich oder wohlgesinnt, von unglaublicher Gestalt oder assimiliert an unsere Körper.
3. Die künstlichen Menschen, die sich deutlich vom Prometheus-Komplex und seiner modernen Variante, dem Frankenstein-Komplex, ableiten lassen: unzweideutige Roboter, die als brave oder aufsässige Knechte den "Herrenmenschen" dienen, oder Duplikate, Ebenbilder, Humanoide, bei denen man kaum mehr bestimmen kann, worin sie sich von echten Menschen unterscheiden.
4. Die vor allem nach dem Zweiten Weltkrieg um sich greifende Angst vor der durch Atomexplosionen herbeigeführten Apokalypse und dem kärglich-erbärmlichen Leben danach, wenn es denn Leben danach noch gibt -hier überschneiden sich die anti-utopischen Voraussagen von Terrorsystemen mit dramatischen Endzeitvisionen.
5. Expeditionen ins All, Fahrten in den unermesslichen Weltraum als eine Variante der Abenteuerreise ins Unbekannte, die zu fernen Sternen und Wesen führt, die manchmal einen eher grotesken und bösartigen, dann wieder einen gemäßigt bizarren Eindruck erwecken, bisweilen so kommensurabel erscheinen, dass man sie im Sinn einer globalen Versöhnungsbereitschaft, die die gesamte Weltraumbevölkerung umfasst, auch in den eigenen Raumschiffen anstellen kann.
6. Reisen durch die Zeit, Traumvorstellungen vom Leben in einer anderen Ära, die in Alptraumerlebnisse umschlagen können, manchmal Rettungsaktionen künftiger Helden, die auf der Zeitachse zurück rutschen, um in der Vergangenheit die verhängnisvolle Geschichte zu ändern, damit große Katastrophen vermieden würden usw.

## Listen nach Jahrzehnten
- Science-Fiction-Filme bis 1919
- Science-Fiction-Filme der 1920er Jahre
- Science-Fiction-Filme der 1930er Jahre
- Science-Fiction-Filme der 1940er Jahre
- Science-Fiction-Filme der 1950er Jahre
- Science-Fiction-Filme der 1960er Jahre
- Science-Fiction-Filme der 1970er Jahre
- Science-Fiction-Filme der 1980er Jahre
- Science-Fiction-Filme der 1990er Jahre
- Science-Fiction-Filme der 2000er Jahre
- Science-Fiction-Filme der 2010er Jahre
- Science-Fiction-Filme der 2020er Jahre